# Єлінек Густав Карлович
Гу́став Ка́рлович Єлі́нек (? — після 1912) — український музикант чеського походження. Головний диригент київського театру Миколи Садовського (1907—1911).

## Життєпис
Початкову музичну освіту здобув у батька, який був капельмейстером.
Закінчив Віденську (за іншими даними — Празьку) консерваторію.
Працював гобоїстом в оркестрі Національної опери в Будапешті. З 1874 року працював у оркестрі Польського театру графа Скарбка у Львові, а пізніше — в оркестрах оперних антреприз Йосипа Сєтова у Києві (до 1880) та Михайла Медведєва у Харкові (1880—1883).
З 1883 — працює в Одесі: вчителем гри на духових інструментах у музичних класах Відділення Російського музичного товариства (клас гобоя), 1886—1902 — старшим учителем Музичного училища, певний час був диригентом симфонічного оркестру і капельмейстером Російської опери М. Новикова.
1907 був запрошений на посаду головного диригента оркестру Київського театру М. Садовського. Він дуже швидко зрозумів принадність української пісні і класичної музики Лисенка та Гулака-Артемовського. 1907 стара «Наталка Полтавка» засяяла у нього багатством музичної краси, добрим виконанням окремих уривків.
Диригував оркестром у всіх виставах Театру, зокрема: «Енеїда» (1910, прем'єра) Миколи Лисенка, «Продана наречена» Бедржиха Сметани (1908), «Сільська честь» П'єтро Масканьї (1909), «Галька» Станіслава Монюшка (1910) та ін.
1910 року 30-річчя музичної діяльності Густава Єлінека було відзначене виставою чеської опери «Продана наречена» Б. Сметани в перекладі Миколи Садовського і концертом, до програми якого входило виконання кантати «Б'ють пороги» Миколи Лисенка у виконанні зведеного хору Театру та Університету святого Володимира під керівництвом легендарного Олександра Кошиця.
1911 року Олександр Кошиць прийшов на зміну вже літньому Єлінеку як головний диригент театру Садовського.